# Монберто
Монберто́ (фр. Montberthault) — коммуна во Франции, находится в регионе Бургундия. Департамент коммуны — Кот-д’Ор. Входит в состав кантона Семюр-ан-Осуа. Округ коммуны — Монбар.
Код INSEE коммуны — 21426.

## Население
Население коммуны на 2010 год составляло 261 человек.
| 1962 | 1968 | 1975 | 1982 | 1990 | 1999 | 2010 |
| ---- | ---- | ---- | ---- | ---- | ---- | ---- |
| 290  | 260  | 226  | 256  | 224  | 238  | 261  |

## Экономика
В 2010 году среди 154 человек трудоспособного возраста (15—64 лет) 116 были экономически активными, 38 — неактивными (показатель активности — 75,3 %, в 1999 году было 64,0 %). Из 116 активных жителей работали 108 человек (57 мужчин и 51 женщина), безработных было 8 (5 мужчин и 3 женщины). Среди 38 неактивных 8 человек были учениками или студентами, 22 — пенсионерами, 8 были неактивными по другим причинам.